# Parafia Podwyższenia Krzyża Świętego w Parcicach
Parafia Podwyższenia Krzyża Świętego w Parcicach – parafia rzymskokatolicka należąca do dekanatu Wieruszów diecezji kaliskiej. Mieści się przy ulicy Kościelnej. Prowadzą ją księża diecezjalni. Liczy 900 wiernych. W Parcicach znajduje się ponadto ośrodek duszpasterski.

## Historia
Kościół parafialny został wzniesiony w latach 1989-1990, a poświęcony w 1993 roku.

## Obszar
Miejscowości należące do parafii: Chorobel, Dolina, Krzyż, Parcice.